# Десятичная денежная система
Десятичная денежная система — денежная система, в которой основная денежная единица делится на 10, 100, 1000 разменных единиц. На практике обычно используется 100 разменных единиц, образующих основную единицу, но существуют и валюты, делящиеся на 1000 разменных единиц, особенно в арабских странах. Например, 1 доллар США делится на 100 центов, 1 рубль — на 100 копеек, 1 тунисский динар — на 1000 миллимов.
В настоящее время практически все страны перешли на десятичную систему либо не используют разменных единиц. Существует всего две страны, в которых валюта не является десятичной. Это Мавритания, где угия делится на 5 хумсов, и Мадагаскар, чья национальная валюта ариари состоит из 5 ираймбиланья.

## Элементы десятичной системы в эпохуДревнего мираиАнтичности

### ВавилонияиДревний Египет

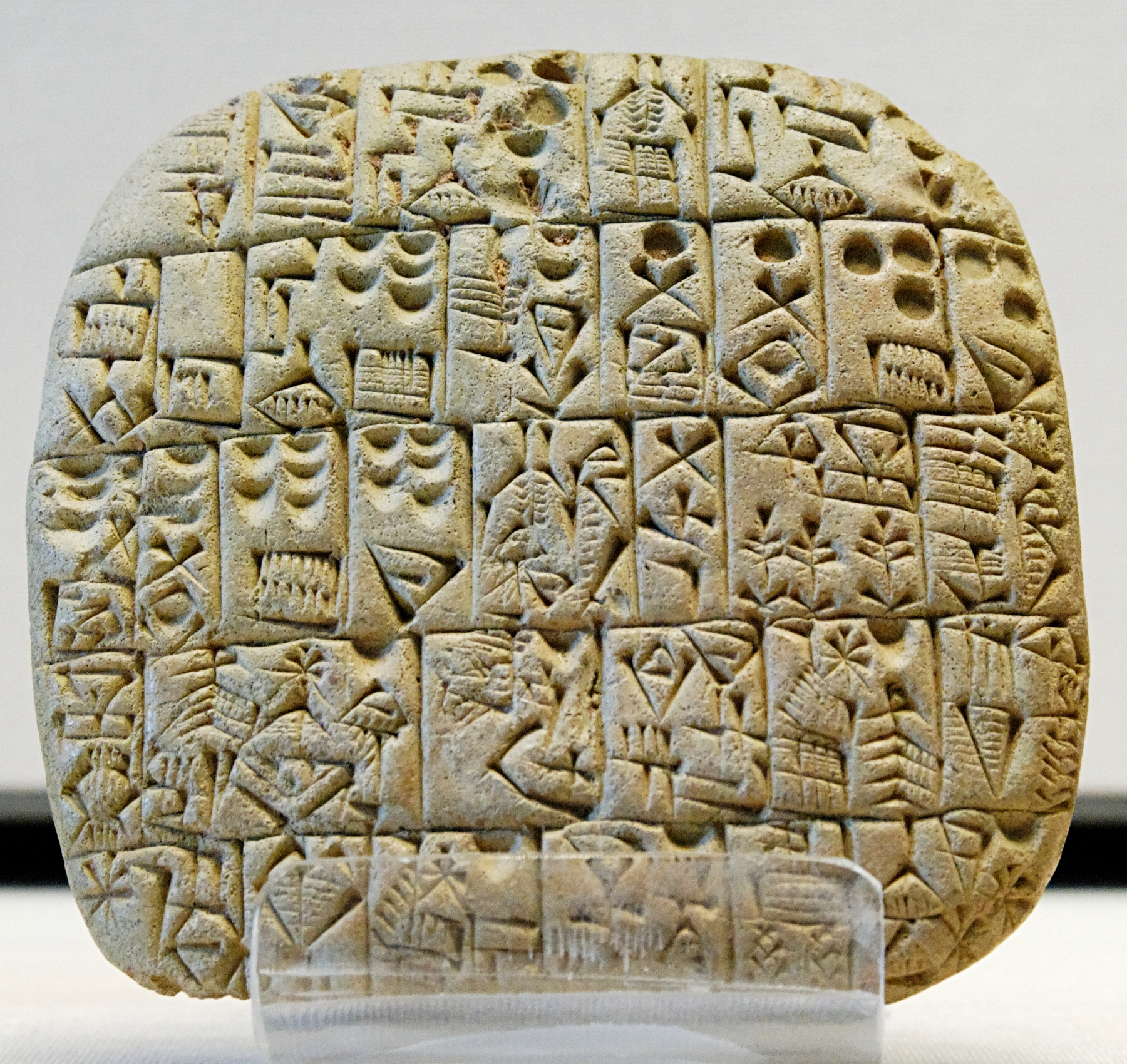
Договор о продаже земли с домом. Вавилония, около 2600 года до н. э.

Непосредственное влияние на денежные системы Античности оказали две древнейшие цивилизации — египетская, где господствовала десятичная система счисления, и в особенности шумерская, основанная на шестидесятеричной системе. Именно из Месопотамии были заимствованы ключевые соотношения весовых и денежных единиц евреями, хеттами, финикийцами, персами, греками. Из Вавилонии происходит древнегреческий талант (др.-греч. τάλαντον — буквально «вес», «груз»; по-аккадски — «билту»), по одной из версий, изначально равный весу вола. Евреи называли его «киккар» (ивр. כִּכָּר‎ — «круг», «диск»). Мина (др.-греч. μνᾶ; ивр. מָנֶה‎), шестидесятая часть таланта, происходит от вавилонского «ману» — считать. В III тысячелетии до н. э. в вавилонских источниках упоминается «шиклу» (у евреев сикль, шекель, ивр. שֶׂקֶל‎ — «вес»; у персов — сиглос), равный одной шестидесятой мины. Название ключевой древнегреческой единицы измерения драхмы (др.-греч. δραχμή), сотой части древнегреческой мины, происходит от слова «горсть» и восходит ко временам, когда средством денежного обмена были металлические четырёхгранные прутики — оболы (др.-греч. ὀβολός — «вертел»), шесть штук которых, зажатые в горсть, и составляли драхму. В связи с признанной связью этой единицы с вавилонской системой мер и весов любопытна высказанная в Энциклопедическом словаре Брокгауза и Ефрона, но не получившая подтверждения версия о том, что «драхма» происходит от ассирийского «дараг-мана», что означает «шестидесятая мины». Наконец, вавилонские корни имеет гера, первоначально 1⁄24 сикля.
В меньшей степени влияние на последующие денежные системы оказала система мер и весов Древнего Египта, которая однако в части единиц измерения массы в большей степени отвечала десятичному принципу счёта (с сильным влиянием четвертичной системы):
- 1 киккар = 5 ойпе = 50 ман (мин),
- 1 ойпе = 4 геката = 10 ман,
- 1 гекат = 10 дебенов,
- 1 дебен = 10 кедетов,
- 1 кедет (ките, кате) = 10 гер.

Из перечисленных в качестве денежных единиц в период Нового царства непосредственно выступали дебен и кедет, а также шат (шати), равный 1⁄12 дебена.

### Древний Израиль и Иудея
Любопытный синтез вавилонского (шестидесятеричного) и египетского (десятичного) способа счёта представляет собой система денежного счисления в Древней Иудее, что является результатом, с одной стороны, долгого проживания евреев в Египте, а с другой — сильным влиянием на экономику региона со стороны Вавилона и непосредственно вавилонского пленения евреев. Если исходный вавилонский талант (билту) равнялся 3600 сиклей, то еврейский (киккар) уже 3000 сиклей.

24 Всего золота, употреблённого в дело на все принадлежности святилища, золота, принесённого в дар, было двадцать девять талантов и семьсот тридцать сиклей, сиклей священных; 25 серебра же от исчисленных [лиц] общества сто талантов и тысяча семьсот семьдесят пять сиклей, сиклей священных; 26 с шестисот трёх тысяч пятисот пятидесяти человек, с каждого поступившего в исчисление, от двадцати лет и выше, по полсиклю с человека, считая на сикль священный.
— Исх. 38:24—26
Не так очевидно другое место Ветхого завета. Если, например, в Септуагинте, переводе книг Ветхого завета на древнегреческий язык семидесяти толковников, 12 стих 45 главы Книги пророка Иезекииля записан как «…пять шекелей пусть будут равны пяти шекелям, десять — десяти, а в одной мине — пятьдесят шекелей», то в масоретской редакции оригинала — «Двадцать шекелей да двадцать пять шекелей, да пятнадцать шекелей будут у вас составлять одну мину» (обе цитаты приведены в переводе Российского библейского общества).
Отсюда и из не вызывающей сомнения формулы «1 талант = 3000 сиклям» возможны два варианта соотношений таланта, мины и сикля (шекеля):
- 1 талант = 50 минам = 3000 сиклям (то есть 1 мина равна 60 сиклям)[14][5];
- 1 талант = 60 минам = 3000 сиклям (то есть 1 мина равна 50 сиклям)[15][7].

Как и число сиклей в таланте, не вызывает разночтений соотношение сикля и геры — если в Вавилонии оно составляло 1⁄24, то в Иудее уже 1⁄20 (см., например, Исх. 30:11—16).

### Древняя ГрецияиДревний Рим
Вслед за Египтом и Вавилоном наибольшее влияние на последующие денежные системы оказала древнегреческая монетная система, также включавшая элементы десятичного денежного счёта, которые переплелись с шестидесятеричной и четвертичной системами счисления:
- 1 талант = 60 мин,
- 1 мина = 50 статеров или 100 драхм,
- 1 статер = 2 драхмы = 12 оболов,
- 1 драхма = 6 оболов.

В денежной системе Древнего Рима долгое время сосуществовали двенадцатеричная и десятичная системы:
- 1 асс (первоначально равен либре) = 12 унций,
- 1 денарий = 10 ассов.

Эта система начала формироваться около 289 года до нашей эры (предположительный год начала чеканки асса и его производных), окончательно оформилась в 268 году до нашей эры (год начала чеканки денариев) и просуществовала до 217 года до нашей эры, когда денарий был приравнен к 16 ассам. Однако соотношение 1 денарий = 10 ассов сохранилось ещё два века до реформы Октавиана Августа для расчёта жалования легионерам. В ходе денежной реформы Августа в Римской империи утвердилась следующая цепочка соотношений, представлявшая собой смесь четвертичной и десятичной систем: 1 ауреус = 25 денариям = 100 сестерциям = 200 дупондиям = 400 ассам. В результате порчи монет и денежных реформ Нерона, Диоклетиана и Константина десятичный денежный счёт в Древнем Риме, а затем и в Византии, чья денежная система является наследницей древнеримской, перестал использоваться. Под влиянием этих двух уже недесятичных систем начали формироваться монетные системы германских государств Средневековья.

## Элементы десятичной системы в эпохуСредневековьяиНового времени
В эпоху Средневековья и Нового времени (до XVIII века) в Западной Европе господствовал принцип £sd, при котором самый крупный номинал состоит из 20 более мелких, которые в свою очередь делятся на 12 ещё более мелких. То есть самый крупный номинал состоит из 240 самых мелких. Элементы этой системы встречаются ещё в монетных системах Древней Греции и Древнего Рима (см. выше), они получили развитие в Византийской империи и через варварские подражания древнеримским и византийским монетам были заимствованы германскими государствами, возникшими на территории Европы после падения Римской империи. Окончательное оформление системы £sd произошло в 781 году при Карле Великом, когда был принят Каролингский монетный устав. В соответствии с ним вес либры (фунта) был существенно повышен — до примерно 408 граммов. Саму либру приравняли к 20 солидам (шиллингам) или 240 денариям (1 солид = 12 денариев). В нумизматической литературе эта новая весовая норма получила название «Фунт Карла Великого» или «Каролингский фунт». Документов с указанием точного веса каролингского фунта не сохранилось, поэтому его реконструировали на основании взвешивания денариев того периода, что и дало примерный результат в 408 граммов.
Как система мер и весов каролингская система не закрепилась — к началу XX века у фунта существовало не менее 20 разновидностей весовых норм, а вот как денежная система была впоследствии заимствована всеми ведущими государствами Европы с незначительными модификациями, выражающимися в появлении дополнительных номиналов, которые являлись кратными или дробными по отношению к трём основным, и просуществовала в ряде стран до конца XX века. Так, заимствованная у Карла Великого английская, а позже британская денежная система сохранилась почти в неизменном виде вплоть до 1971 года: фунт стерлингов делился на 20 шиллингов и 240 пенсов.
Эту систему называют l.s.d., £.s.d. или £sd — по первым буквам в названии соответствующих древнеримских денежных и весовых единиц: libra (либра), solidus (солид), denarius (денарий), которые в империи Карла Великого и соседних государствах стали фунтом (лирой в Италии, ливром во Франции), шиллингом (сольдо в Италии, солем во Франции, суэльдо в Испании) и денарием (пфеннигом в Германии, пенни в Англии, денье во Франции). Так, именно первая буква в латинском названии монеты — denarius (d) — стала символом пенни и пфеннига. Символ шиллинга — латинская буква S, с которой начинается слово solidus; само слово шиллинг (англ. shilling), как правило, сокращается как sh. Наконец, от первой буквы в слове libra происходят символы лиры и фунта стерлингов, представляющие собой написанную курсивом латинскую букву L с одной или двумя горизонтальными чертами.
В Восточной Европе и на Балканах денежные системы имели иную организацию.
- Чехия и Польша
- Османская империя
- Древняя Русь (Русское государство, Литовская Русь)

## Первые десятичные денежные системы (XVIII век)
Хронологически первым европейским государством, где был введён десятичный принцип денежного счета, является Россия. В ходе денежной реформы Петра I (1698—1704) в денежном обращении утвердился серебряный рубль, равный 100 копейкам (и рубль, и копейка существовали и ранее, но рубль только в качестве счётной денежной единицы, а копейка — второстепенного номинала, поскольку денежный счёт вёлся прежде всего в денгах и алтынах, соответственно 1/2 и 3 копейки). Однако в странах Европы это событие осталось почти незамеченным, и они ещё почти век чеканили монеты, подчинённые прежде всего принципу £sd, когда самая крупная денежная единица равна 20 двадцати более мелких, которые в свою очередь делятся на 12 ещё более мелких (например, 1 ливр = 20 су = 240 денье). Примером для подражания стала не Россия, а Франция и Соединённые Штаты.
В Соединённых штатах в 1792 году был введён доллар, состоящий из 10 даймов, 100 центов или 1000 миллей (последние в качестве денежных знаков никогда не выпускались, но использовались как счётная денежная единица). Во Франции в 1795 году сначала в качестве параллельной ливру, а с 1803 года основной денежной единицы появился франк, а также его десятая часть десим и сотая — сантим. (Чуть раньше Франции, в 1794 году, десятичная денежная единица появилась в Женевской республике — женевуаз и те же десим. Однако уже в 1795 году их чеканка была прекращена.)

## Переход на десятичную систему большинства стран мира (XIX—XX века)
Под влиянием этих двух монетных систем — французской и американской — в течение XIX века на десятичный принцип денежного счета перешло и большинство стран Европы. Последними европейскими странами, где была введена десятичная денежная система стали Великобритания и Ирландия. Подчинённый принципу £sd фунт стерлингов (20 шиллинг или 240 пенсов) в 1971 году стал десятичным (100 пенсов).